# Zámek Montrésor
Zámek Montrésor je renesanční zámek postavený na základech středověkého hradu v obci Montrésor v departementu Indre-et-Loire, region Centre-Val de Loire, patřící k zámkům na Loiře.
Od 13. února 1996 je památkově chráněn jako Monument historique.